# Héctor Mario Gómez Galvarriato
Héctor Mario Gómez Galvarriato (Tecuala, Nayarit, 29 de junio de 1937-16 de febrero de 2023) fue un ingeniero químico, inventor, catedrático y empresario mexicano. Contaba con cinco patentes tecnológicas, desarrolló recubrimientos e impermeabilizantes para la industria de la construcción,  así como un aditivo que permite incrementar un 20% la resistencia del cemento.

## Estudios y docencia
Realizó su licenciatura en la Escuela Superior de Ingeniería Química e Industrias Extractivas (ESIQIE) del Instituto Politécnico Nacional (IPN) en donde obtuvo su título como ingeniero químico industrial. Cursó un diplomado en administración de negocios el Instituto Panamericano de Alta Dirección de Empresa (IPADE).
Ha impartido diversos cursos y conferencias en el Instituto Politécnico Nacional, en la Universidad Nacional Autónoma de México, en el Instituto Panamericano de Alta Dirección de Empresas, en el Instituto Tecnológico Autónomo de México (ITAM), en la Cámara Nacional de la Industria de Transformación (Canacintra) y en diversas empresas.

## Inventor y empresario
Sus principales aportes para la industria de la construcción han sido recubrimientos e impermeabilizantes, resinas sintéticas estirenatilínicas, epóxicas y poliuretano para refinar asfalto. Por otra parte, desarrolló un aditivo que permite incrementar en un 20% la resistencia del cemento el cual fue adoptado por la empresa Cementos Mexicanos (CEMEX). 
En 1967 fundó la empresa Imperquimia, además de contar con cinco patentes tecnológicas fabrica más de doscientos productos para el sector de la construcción y mantenimiento de edificios. Fue miembro del Consejo Consultivo de Ciencias de la Presidencia de la República.

## Premios y distinciones
- Premio “Ing. Hilario Ariza Dávila” por Consejo de Egresados de la Escuela Superior de Ingeniería Química e Industrias Extractivas  del Instituto Politécnico Nacional en 1990.
- Premio Nacional de Ciencia y Artes en el área de Tecnología y Diseño por la Secretaría de Educación Pública en 2004.